# Beles
Beles je řeka protékající na území svazových států Amharsko a Beningšangul-Gumuz v západní části Etiopie. Je to pravostranný přítok Modrého Nilu. Délka toku činí 328 km. Povodí má rozlohu 13 571 km².

## Průběh toku
Pramenná oblast řeky Beles se nachází jihozápadně od jezera Tana v severozápadní části Etiopie na území svazového státu Amharsko. Od roku 2010, kdy byla uvedena do provozu vodní elektrárna Tana Beles, je za její počátek považován výtok z hydroelektrárny, který ústí zleva do dolního toku řeky Jehany, zhruba pět kilometrů nad jejím ústím do původního toku Beles. Na řece, která proudí převážně jihozápadním směrem, se nachází řada peřejnatých úseků. Do Modrého Nilu se vlévá poblíž hranice se Súdánem v nadmořské výšce 540 m. Po dokončení Velké přehrady etiopského znovuzrození zmizí ústí řeky pod hladinou tohoto vodního díla.

### Větší přítoky
Jako největší přítok je uváděna řeka Gilgel Beles, přitékající zleva.

## Vodní režim
Před vybudováním vodní elektrárny, přes níž je tunely o celkové délce téměř 20 km převáděno značné množství vody z jezera Tana do povodí Beles, byl průměrný roční odtok z povodí odhadován na 5,69 km³ (přibližně 180 m³/s). Během roku měla řeka výrazně rozkolísané průtoky, kdy minimální množství vody odváděla v jarních měsících (březen, duben) a maximálních průtoků dosahovala od července do září. Po zprovoznění elektrárny se průtok řeky zvýšil průměrně o 92 m³/s, což představuje přibližně 70 % odtoku z jezera. Navýšení průtoku, které se pohybuje od 77 do 160 m³/s podle aktuální výšky hladiny v jezeře, způsobuje nejen ekologické problémy, ale má na svědomí také řadu utonutí.

## Využití
Řeka je využívána k zisku vodní energie. Plánované je i její využití k zavlažování.